# 아나노바
아나노바(Ananova)는 하루 24시간 사용자에게 뉴스캐스트를 읽어주도록 프로그래밍된 "아나노바"라는 이름의 컴퓨터로 시뮬레이트된 뉴스캐스터를 특징으로 하는 웹 지향 뉴스 서비스이다. 아나노바는 2000년 £95,000,000로 프레스 어소시에이션(PA)에 인수된 이후 모바일 전기통신 사업자 오랑주의 자회사가 되었으며, 그 뒤 오렌지(Orange) 메인 뉴스 사이트로 병합되었다. 아나노바라는 인물은 2004년 은퇴했으나 웹사이트는 작성된 뉴스 문서들을 2009년까지 계속 제공하였다.

## 역사
아나노바는 영국의 언론사 프레스 어소시에이션의 한 부서에 의해 개발되었다. 이 인물은 가상의 뉴스 캐스터로 창안되었으며 컴퓨터나 휴대 전화를 통해 요청 시 기사를 읽어주게 된다. 아나노바는 2000년 4월 런칭되었다.
곧 프레스 어소시에이션은 부서명을 Ananova Ltd.로 바꾸고 판매를 위해 그룹을 정비했다. 2000년 7월, 아나노바사는 프랑스의 전기 통신 기업 오랑주에 판매되었으며, 이는 거래가 £95,000,000의 일부이다.
애니메이션으로 움직이는 아나노바 캐릭터는 2004년부터 이용이 불가능했으나 아나노바 웹사이트는 여전히 동작했으며 직상된 뉴스 항목들은 2009년까지 제공하였다. 2010년 4월, 오렌지는 아나노바의 이름을 폐기하기로 결정하였다. ananova.com 사이트를 입력하는 사용자는 이제 웹 호스팅 서비스 디렉터리로 자동 이동된다.
2010년 4월부터 2015년 4월까지 아나노바는 오렌지 뉴스(Orange News)라는 이름으로 알려져 있었다. 오렌지 버전의 뉴스 서비스는 오렌지 온라인 아이덴티티가 종료되면서 막을 내렸다.
아나노바 뉴스 서비스는 흔치 않은 뉴스 기사들의 모음집으로 알려져 있었으며 이는 Quirkies 섹션에 등재되었다.

## 캐릭터
아나노바 캐릭터는 유명 인사 빅토리아 베컴, 카일리 미노그, 캐럴 보더먼에 기반한 독특한 모습과 인성을 가졌다. 마른 몸체의 백인 여성으로 등장하였다. 아나노바는 부자연스럽게 녹색 머리카락을 지녔고 언제나 화장을 한 모습이었다.
아나노바의 개발자들은 캐릭터의 운래 화신은 프로토타입이었으며 미래에는 모든 사람이 아나노바를 나이, 인종, 성별 등 커스터마이즈할 수 있게 할 작정이었다. 이 캐릭터는 2000년 4월 런던의 한 언론 콘퍼런스에서 런칭되었다. 아나노바의 공식 웹사이트의 상당한 부분이 캐릭터의 인성에 관한 세세한 픽션에 할애되었다.

## 음성 합성
아나노바에 사용된 음성 합성은 레토리컬 시스템즈(현재의 뉘앙스 커뮤니케이션즈)의 알보이스(rVoice) 솔루션을 확장하기 위해 인간의 억양을 적용한, 특허를 받은 방식을 사용하여 개발되었다.

## 같이 보기
- 다테 쿄코
- T-Babe